# Феху
| Название                  | Пра- германское   | Древне- английское | Древне- скандинавское |
| ------------------------- | ----------------- | ------------------ | --------------------- |
| Название                  | *Fehu             | Feoh               | Fé                    |
| Название                  | «скот, богатство» |                    |                       |
| Форма                     | Старший футарк    | Футорк             | Младший футарк        |
| Форма                     |                   |                    |                       |
| Unicode                   | ᚠ U+16A0          | ᚠ U+16A0           | ᚠ U+16A0              |
| Транслитерация            | f                 | f                  | f                     |
| Транскрипция              | f                 | f                  | f                     |
| МФА                       | [f]               | [f]                | [f]                   |
| Позиция в руническом ряду | 1                 | 1                  | 1                     |

Феху, Феу или Фе (ᚠ) — первая руна старшего, младшего и англосаксонского футарка, и первая руна первого атта, посвящённого богу плодородия Фрейру и богине любви Фрейе (нет никаких исторических подтверждений тому, что данный атт был посвящен именно этим богам и/или назван в их честь; скорее всего, это гипотеза современных исследователей рунического искусства).
Название этой руны принято переводить как «скот» (совр. нем. Vieh — крупный рогатый скот), либо как «деньги» (совр. англ. fee — плата, жалование), «богатство» и/или «материальный достаток». Трансформация понятий, стоящих за руной Феху, объясняется тем, что в древнем мире скот как движимое имущество считался мерилом достатка и служил средством расчёта. В дальнейшем соответствующую функцию возложили на деньги.
Название старшей руны реконструируется на прагерманском языке как *fehu, что может означать «богатство», «благосостояние» или «имущество». На письме означает звуки [f] и [ɸ].
Младшая руна Fé (др.-сканд. «богатство», «золото») на письме может означать звуки [f] и [v].
Англосаксонская руна Feoh (др.-англ. «богатство») на письме означает звуки [f] и [v].
В пунктированных рунах помимо ᚠ есть руна ᚡ, которая передаёт звук [v]. Иногда вместо неё использовалась руна ᚢ.

## Упоминания в рунических поэмах[3]
| Руническая поэма: | Перевод: |
| Древненорвежская ᚠ Fé vældr frænda róge; føðesk ulfr í skóge.                                                                            | Богатство причиняет раздор в роду; волк подрастает в лесах.                                                                |
| Древнеисландская ᚠ Fé er frænda róg ok flæðar viti ok grafseiðs gata aurum fylkir.                                                       | Богатство — это раздор в роду, пожар во время потопа и путь змеи.                                                          |
| Англосаксонская ᚠ Feoh biþ frófor · fira gehwilcum; sceal þéah mann gehwilc · miclan hit dælan gif hé wille for dryhtne · dómes hléotan. | Богатство — утешение всем людям, но должен человек каждый — щедро им делиться, если он хочет перед Господом славу обрести. |